# Reinhard David Flender
Reinhard David Flender (* 20. August 1953 in Bergneustadt) ist ein deutscher Komponist,  Musik- und Kulturwissenschaftler. 1999 gründete er das Institut für kulturelle Innovationsforschung an der Hochschule für Musik und Theater in Hamburg, dessen Direktor er seitdem ist. Von 2015 bis 2019 leitete er das Instituts für Kultur- und Medienmanagement der Hochschule für Musik und Theater Hamburg.

## Leben
Reinhard Flender studierte ab 1972 Klavier zunächst an der Hamburger Hochschule für Musik, dann an der Nordwestdeutschen Musikhochschule in Münster; dort legte er 1976 die künstlerische Reifeprüfung ab. In dieser Zeit entstehen erste eigene Kompositionen. 1977–1981 studierte Flender Musikethnologie an der Hebräischen Universität Jerusalem, wo er den Master of Arts erwarb; zusätzlich erhielt er Kompositionsunterricht bei Josef Tal. 1984 wurde er am Musikwissenschaftlichen Institut der Universität Hamburg promoviert. Seit 1983 unterrichtet Flender an der Hamburger Musikhochschule, wo er 1991 zum Professor ernannt wurde. Im selben Jahr wurde sein Werk „Threnos II“ beim internationalen Kompositionswettbewerb in Wien ausgezeichnet. 1987 übernahm er die Leitung der Klassik-Abteilung des internationalen peermusic-Verlags in Hamburg. 1999 gründete er das Institut für kulturelle Innovationsforschung an der Hamburger Musikhochschule, dessen Direktor er seitdem ist. 2008–2011 war er Geschäftsführer der Peermusic Classical GmbH. 1989–1999 war Flender künstlerischer Leiter des Festivals „Hörwelten“, 2001 gründete er zusammen mit dem französischen Komponisten Henry Fourès die internationale Akademie für zeitgenössische Kammermusik „Opus XXI“ (bis 2007 „Jeunesse Moderne“). Von 2008 bis 2011 war er Kurator von „KLANG! Netzwerk Neue Musik“, ein Förderprojekt der Kulturstiftung des Bundes, das sich der Vermittlung Neuer Musik widmet. 2011 übernahm Flender eine Professur für Musikwissenschaft und Kulturmanagement an der Hochschule für Musik und Theater. Von 2015 bis 2019 leitete er das Institut für Kultur- und Medienmanagement der Hochschule für Musik und Theater Hamburg.

## Bibliographie (Auswahl)
- Flender, Reinhard / Rauhe, Hermann: Popmusik – Geschichte, Funktion, Wirkung und Ästhetik. Darmstadt: Wissenschaftliche Buchgesellschaft 1989
- Flender, Reinhard / Rauhe, Hermann: Schlüssel zur Musik – Neue Einblicke in die Welt der Musik. Überarbeitete Neuauflage, Mainz: Schott 1998
- Flender, Reinhard (Hrsg.): Freie Ensembles für Neue Musik in Deutschland. Mainz: Schott 2007
- Flender, Reinhard (Hrsg.): Innovation aus Tradition. Mainz: Schott 2010
- Flender, Reinhard (Hrsg.): Offene Räume für Kunst und Kultur. LIT Verlag:Münster 2013.
- Svensson, Jenny (Hrsg.): Die Dynamik kulturellen Wandels – Festschrift Reinhard Flender zum 60. Geburtstag LIT Verlag: Münster 2013.

## Werke (Auswahl)

### Kammermusikwerke
- Hard Rain (1982/1998) für Violoncello und Klavier
- Perkussiana II (1986 rev. 2024) für Sopran-Saxophon, Klavier und Schlagzeug
- Threnos III (1992) für Violoncello, 2 Klaviere und 2 Schlagzeuger
- Duo in zwei Sätzen (1992) für Violine und Klavier
- Memorare II (1995 rev. 2024) für Violine, Viola und Cello
- Threnos IV (1995) für 2 Klaviere, Solovioline, 2 Schlagzeuger und Streichquintett
- Trio in einem Satz (1998) für Violine, Cello und Klavier
- Toccatina (1999 rev. 2024) für Klavier solo
- Eucharisto (1999) für Streichquartett
- Sofia Orthi (2004) für 2 Violoncelli, Klavier und Schlagzeug
- 2. Streichquartett (2004)
- Ragavita (2015 rev. 2024) für Violine und Schlagzeug
- Zu Zweit (2022) für Sopran-Saxofon und Klavier

### Orchesterwerke
- Threnos II (1991) für 2 Klaviere, Violine und Kammerorchester
- Konzert (1995) für Klavier und Orchester
- Aurora (1996) für Bläserquintett, Harfe, Klavier und Streichorchester
- Lacrimae (1999–2004) für Klarinette und Streichorchester

### Vokalwerke
- Pirkei Tehillim (1989) für Mezzosopran und Orchester
- Zwei hebräische Chorpsalmen (1990) für 12-stimmigen Chor
- Sternenklang (1993) für Sopran und Kammerorchester
- Mein lieber blauer Reiter (1997) Kammeroper nach Texten von Else Lasker-Schüler für Sopran und 14 Instrumentalisten
- Herbst (2002) für Mezzosopran und Orchester

Die Werke von Reinhard David Flender sind beim Verlag peermusic classical, Hamburg verlegt.

## Diskographie
- Flender, Reinhard: Aurora, Threnos IV, Pirkei Tehillim, Memorare – Orchesterakademie Hamburg, Quatour Danel, Mark Lubotsky, Leitung: Elmar Lampson. Col Legno WWO 1 CD 200007.